# Front Mission 3
Front Mission 3 é um jogo de RPG tático em turnos, para o PlayStation, criado pela Square e lançado no Japão no dia 9 de setembro de 1999; e mais tarde na América do Norte, em 22 de março de 2000. O jogo é baseado num futuro próximo do mundo real, perto de 2112.
Foi o primeiro jogo da série Front Mission a ser lançado na América do Norte, cortesia da Square Eletronic Arts.

## Jogabilidade
Front Mission é um jogo de estratégia em turnos com elementos de RPG, onde o jogador passa por uma série de batalhas, e com cenas sobre o enredo entre as batalhas. A equipe que o jogador controla consiste em vários personagens controláveis e os robôs que estes pilotam, que são chamados de Wanzers. Wanzers podem ser personalizados, e são feitos com quatro partes principais: corpo, pernas e dois braços. Uma mochila opcional pode ser acoplada ao robô, podendo permitir que itens sejam carregados ou mais poder seja gerado para o Wanzer. Novos wanzers podem ser montados a partir do zero.
As batalhas tomam parte em mapas que são divididos em formatos de pequenos quadrados, como um tabuleiro de xadrez. O jogador pode enviar no máximo 4 unidades, e é o primeiro a movimentar as unidades no mapa. Cada time move suas unidades antes que o turno seja passado ao outro time. Em certos mapas, os jogadores terão unidades aliadas que podem precisar de proteção. Entretanto, os oponentes também podem receber reforços com o passar dos turnos, em alguns mapas. Unidades inimigas são derrotadas ao terem seus Wanzers destruídos, com a morte do piloto ou com a rendição da unidade. A maior parte das batalhas são vencidas com a destruição ou rendição de todas as unidades adversárias.
Entre as batalhas, a história avança através de cenas semi-interativas. O jogador pode salvar o jogo em qualquer ponto dessas cenas. Os personagens jogáveis têm o seu próprio endereço de e-mail, e há um compartilhado para o time inteiro. Isso serve mais para receber mensagens, mas há algumas mensagens em que o personagem pode responder com respostas pré-definidas. Há também uma rede virtual de menor escala, que simula uma versão menor da internet. Essa rede contém websites em que o seu endereço online pode ser descoberto através da interaçãos com NPCs, lendo dicas em outros sites ou através do sistema de email.

## Enredo

### História e locais
Front Mission 3 conta a história do cidadão da OCU Kazuki Takemura, que é o personagem controlado pelo jogador. Em um 2112, Kazuki é um piloto de testes de Wanzers, e trabalha para a Kirishima Heavy Industries. Ele e seu amigo, Ryogo Kusama, são pegos em uma conspiração nacional que envolve uma grande explosão que ocorre durante  a visita deles á base militar de Yokosuka. A partir deste ponto, a história se divide em dois cenários que dependem de uma escolha feita no início do jogo.
Uma linha de cenário (onde Kazuki se junta a Ryogo para uma entrega de wanzers de construção) faz com que o jogador se alie á USN. Nesta linha de história, Kazuki alia-se a oficial da USN, Emir Kramskoi (Emma Klamsky na versão norte-americana). Essa parceria os leva a um conflito entre a DHZ e a OCU na procura da arma de destruição em massa: MIDAS, que o exército nacional japonês havia roubado, durante a introdução do jogo. Emma é encarregada de recuperar a arma.
No outro cenário possível (se o jogador recusar a ir com Ryogo), Kazuki e Ryogo, junta com a irmã adotiva de Kazuki, Alisa, juntam-se com o agente da Da Han Zhong, Liu Hei Fong, que os ajuda a escapar do Japão após serem acusados pela JDF de terem causado a explosão. Ao contrário do cenário em que Kazuki alia-se a Emma, onde os jogadores lutam contra o exército da DHZ, neste o jogador alia-se a DHZ e luta contra a USN e os rebeldes Hua Lian. Por exemplo, numa parte da história da Emma, o jogador deve atacar a fortaleza móvel Tian-Lei, da DHZ, enquanto que na outra história o jogador deve defender a fortaleza dos Hua Lian.
Os dois cenários se entrelaçam, sendo que para o entendimento da história, o jogador precisa jogar pelos dois cenários. Entretanto, não se sabe qual é a história canônicamente relacionada ao quinto jogo da série, Front Mission 5: Scars of War.
É notável o fato que, exceto Kazuki e Ryogo, cada cenário tem seis personagens diferentes para serem controlados.

## Trilha sonora
A trilha sonora do jogo, Front Mission 3 Soundtrack foi composta e arranjada por Koji Hayama, Hayato Matsuo e a SHIGEKI. O disco foi produzido por Hayama e Matsuo. O disco contendo a trilha sonora foi lançado em 22 de novembro de 1999, pela DigiCube e não foi relançada pela Square Enix. O disco tem como o número de catálogo o número  SSCX-10035.
Hayama e Matsuo dividiram a composição da trilha sonora com uma parte de 20 partes e outra de 26 partes. A SHIGEKI tem uma única composição, a primeira faixa do disco um.
| Front Mission 3 Original Soundtrack track list | Front Mission 3 Original Soundtrack track list | Front Mission 3 Original Soundtrack track list | Front Mission 3 Original Soundtrack track list |
| Disc One 68:34                                 | Disc One 68:34                                 | Disc One 68:34                                 | Disc One 68:34                                 |
|                                                | Track name                                     | Composer                                       | Length                                         |
| ---------------------------------------------- | ---------------------------------------------- | ---------------------------------------------- | ---------------------------------------------- |
| 1.                                             | The Government                                 | SHIGEKI                                        | 1:50                                           |
| 2.                                             | Starting                                       | Hayama                                         | 2:30                                           |
| 3.                                             | City (Japan)                                   | Matsuo                                         | 2:40                                           |
| 4.                                             | Problem                                        | Hayama                                         | 4:00                                           |
| 5.                                             | The Bar                                        | Matsuo                                         | 3:05                                           |
| 6.                                             | Infiltration                                   | Hayama                                         | 4:08                                           |
| 7.                                             | Setup 1                                        | Hayama                                         | 3:34                                           |
| 8.                                             | Setup                                          | Hayama                                         | 2:48                                           |
| 9.                                             | Network                                        | Hayama                                         | 4:05                                           |
| 10.                                            | Base Invasion                                  | Matsuo                                         | 4:11                                           |
| 11.                                            | Impact                                         | Hayama                                         | 2:18                                           |
| 12.                                            | Silence                                        | Matsuo                                         | 2:41                                           |
| 13.                                            | Defensive War                                  | Hayama                                         | 3:20                                           |
| 14.                                            | Anger                                          | Matsuo                                         | 3:07                                           |
| 15.                                            | VS Mercenaries                                 | Matsuo                                         | 4:06                                           |
| 16.                                            | City (China)                                   | Matsuo                                         | 2:54                                           |
| 17.                                            | The Bar (China)                                | Matsuo                                         | 2:46                                           |
| 18.                                            | Agito                                          | Hayama                                         | 3:08                                           |
| 19.                                            | Escape                                         | Hayama                                         | 2:27                                           |
| 20.                                            | Army Base                                      | Matsuo                                         | 3:06                                           |
| 21.                                            | Research Lab                                   | Matsuo                                         | 3:01                                           |
| 22.                                            | Lucav 1                                        | Matsuo                                         | 3:00                                           |
| 23.                                            | Suspicion                                      | Hayama                                         | 1:14                                           |
| 24.                                            | Front Line Base                                | Matsuo                                         | 3:00                                           |
| 25.                                            | Attack                                         | Matsuo                                         | 4:30                                           |
| Disc Two 72:29                                 |                                                |                                                |                                                |
|                                                | Track name                                     | Composer                                       | Length                                         |
| 1.                                             | Rest 1                                         | Hayama                                         | 4:13                                           |
| 2.                                             | Rest 2                                         | Hayama                                         | 3:12                                           |
| 3.                                             | City (Ruins)                                   | Hayama                                         | 3:03                                           |
| 4.                                             | Barrier                                        | Hayama                                         | 2:55                                           |
| 5.                                             | Plains (China)                                 | Matsuo                                         | 4:06                                           |
| 6.                                             | Fort Invasion                                  | Matsuo                                         | 4:00                                           |
| 7.                                             | Forest (Southeast Asia)                        | Matsuo                                         | 4:56                                           |
| 8.                                             | Enemy Attack                                   | Hayama                                         | 2:15                                           |
| 9.                                             | Scout Unit                                     | Hayama                                         | 3:54                                           |
| 10.                                            | Raid                                           | Matsuo                                         | 5:04                                           |
| 11.                                            | VS Imaginary Number Forces                     | Hayama                                         | 1:52                                           |
| 12.                                            | Isolation                                      | Matsuo                                         | 3:02                                           |
| 13.                                            | Lucav 2                                        | Matsuo                                         | 1:54                                           |
| 14.                                            | A Promise                                      | Hayama                                         | 3:49                                           |
| 15.                                            | Assault                                        | Matsuo                                         | 3:59                                           |
| 16.                                            | Determination                                  | Matsuo                                         | 4:32                                           |
| 17.                                            | Memory (Alisa)                                 | Matsuo                                         | 1:42                                           |
| 18.                                            | Swift Attack                                   | Hayama                                         | 3:40                                           |
| 19.                                            | Stage End 1                                    | Matsuo                                         | 1:08                                           |
| 20.                                            | Stage End 2                                    | Matsuo                                         | 1:38                                           |
| 21.                                            | Game Over                                      | Matsuo                                         | 1:10                                           |
| 22.                                            | Ending                                         | Matsuo                                         | 6:25                                           |

## Recepção
Front Mission 3 vendeu 298.342 cópias no Japão em seu ano de lançamento. Assim como o jogo que precedeu Front Mission 3, a Famitsu deu uma nota de 32 em 40 no seu lançamento.
Front Mission 3 foi relançado várias vezes no Japão. Em 2000, o jogo foi relançado como parte do pacote Square's Millennium Collection, junto com alguns outros bônus como chaveiros. Em 2002, o jogo foi relançado na linha de best-sellers da Sony. O jogo foi vendido junto com o Front Mission (jogo eletrônico) e o Front Mission 2 como parte da compilação Front Mission History em 2003. Por último, o jogo foi lançado em 2006 como parte da série Ultimate Hits da Sony.